# پاولوفکا (شهرستان کویورگازینسکی، باشقیرستان)
پاولوفکا (انگلیسی: Pavlovka, Kuyurgazinsky District, Republic of Bashkortostan) یک شهرک در شهرستان کویورگازینسکی جمهوری باشقیرستان در کشور روسیه است.